# Paratomapoderus haemorrhoidalis
Paratomapoderus haemorrhoidalis es una especie de coleóptero de la familia Attelabidae.

## Distribución geográfica
Habita en Camerún, Guinea Ecuatorial, Gabón y  República Democrática del Congo.